# Chrysosoma sigma
Chrysosoma sigma är en tvåvingeart som beskrevs av Octave Parent 1935. Chrysosoma sigma ingår i släktet Chrysosoma och familjen styltflugor. Inga underarter finns listade i Catalogue of Life.